# Tarra White
Martina Hlavacs Mrakviová (Ostrava, 19 de noviembre de 1987), conocida artísticamente como Tarra White, es una actriz pornográfica checa.

## Biografía
Tarra rodó su primera escena erótica con tan solo 18 años frente a la Universidad Carolina en su país natal. En julio de 2006 decidió operarse el pecho. En 2007 fichó por Private, apareciendo en numerosas producciones de la compañía.
En 2008 se convirtió en uno de los pilares del programa RedNews, emitido por TV Nova, en el cual lee noticias de actualidad a la vez que se desnuda.
Ese mismo año se unió al elenco habitual de las producciones de Marc Dorcel, apareciendo en películas como Ritual (2008), Tarra's Sex Tape (2009), Pornochic 18: Tarra (2009) o Fuck VIP Fury (2010).

## Premios
- 2006: Golden Star (Prague Erotica Show) – Mejor actriz[2]
- 2007: Golden Star – Mejor actriz de la República Checa[2]
- 2008: FICEB Ninfa Mejor Actriz de reparto por Wild Waves[3]
- 2009: Hot D'Or – Mejor actriz europea[4]
- 2009: Hot D'Or – Mejor actriz europea por – Billionaire[4]
- 2009 Erotixxx Award – Mejor actriz europea.[5]
- 2010 Erotixxx Award – Mejor actriz internacional.[6]
- 2014 AVN Award - Mejor escena de sexo en una producción extranjera (The Ingenuous) (junto con Aleska Diamond, Anna Polina, Angel Piaff, Rita Peach y Mike Angelo).[7]